# Anania ochriscriptalis
Anania ochriscriptalis is een vlinder van de familie van de grasmotten (Crambidae). De wetenschappelijke naam van deze soort is voor het eerst voorgesteld als Samea ochriscriptalis door Hubert Marion en Pierre Viette in een publicatie uit 1956.
De soort komt voor in Madagaskar.